# Olympische Winterspiele 2014/Teilnehmer (Südkorea)
| Gelbes Symbol für Goldmedaillen mit stilisierten Olympischen Ringen | Graues Symbol für Silbermedaillen mit stilisierten Olympischen Ringen | Braundes Symbol für Bronzemedaillen mit stilisierten Olympischen Ringen |
| ------------------------------------------------------------------- | --------------------------------------------------------------------- | ----------------------------------------------------------------------- |
| 3                                                                   | 3                                                                     | 2                                                                       |

Südkorea nahm an den Olympischen Winterspielen 2014 in Sotschi mit 71 Athleten in 13 Sportarten teil. Flaggenträger der südkoreanischen Delegation bei der Eröffnungszeremonie war Lee Kyu-hyeok.

## Medaillenspiegel
| Rang   | Sportart       | G | S | B | Gesamt |
| ------ | -------------- | - | - | - | ------ |
| 1      | Shorttrack     | 2 | 1 | 2 | 5      |
| 2      | Eisschnelllauf | 1 | 1 | 0 | 2      |
| 3      | Eiskunstlauf   | 0 | 1 | 0 | 1      |
| Gesamt | Gesamt         | 3 | 3 | 2 | 8      |

## Medaillengewinner
| Name/n                                                          | Sportart       | Wettkampf      |
| --------------------------------------------------------------- | -------------- | -------------- |
| Gold                                                            |                |                |
| Lee Sang-hwa                                                    | Eisschnelllauf | 500 m          |
| Cho Ha-ri/Kim A-lang/Kong Sang-jeong/Park Seung-hi/Shim Suk-hee | Shorttrack     | 3000 m Staffel |
| Park Seung-hi                                                   | Shorttrack     | 1000 m         |
| Silber                                                          |                |                |
| Shim Suk-hee                                                    | Shorttrack     | 1500 m         |
| Kim Yu-na                                                       | Eiskunstlauf   | Damen          |
| Joo Hyong-jun/Kim Cheol-min/Lee Seung-hoon                      | Eisschnelllauf | Teamverfolgung |
| Bronze                                                          |                |                |
| Park Seung-hi                                                   | Shorttrack     | 500 m          |
| Shim Suk-hee                                                    | Shorttrack     | 1000 m         |

## Sportarten

### Biathlon
| Frauen - Mun Ji-hee | Männer - Lee In-bok |

### Bob
| Frauen (Zweierbob) - Kim Sun-ok & - Shin Mi-hwa | Männer - Won Yun-jong Zweierbob Viererbob - Seo Young-woo Zweierbob Viererbob - Suk Young-jin Viererbob - Jun Jung-lin Zweierbob Viererbob | Männer - Kim Dong-hyun Zweierbob Viererbob - Kim Kyung-hyun Viererbob - Kim Sik Viererbob - Oh Jea-han Viererbob |

### Curling
| Frauen - Kim Ji-sun - Lee Seul-bee - Shin Mi-sung - Gim Un-chi - Lee Hyun-jung |

### Eiskunstlauf
| Frauen - Kim Hae-jin 16. Platz - Kim Yu-na Silber - Park So-youn 21. Platz |

### Eisschnelllauf
| Frauen - Kim Bo-reum 1500 m: 21. Platz 3000 m: 13. Platz Teamverfolgung: 8. Platz - Kim Hyun-yung 500 m: 24. Platz 1000 m: 28. Platz - Lee Bo-ra 500 m: 20. Platz 1000 m: 35. Platz - Lee Sang-hwa 500 m: Gold 1000 m: 12. Platz - Noh Seon-yeong 1500 m: 29. Platz 3000 m: 25. Platz Teamverfolgung: 8. Platz - Park Seung-ju 500 m: 26. Platz 1000 m: 31. Platz - Yang Shin-young 1500 m: 36. Platz 3000 m: 27. Platz Teamverfolgung: 8. Platz | Männer - Joo Hyong-jun 1500 m: 29. Platz Teamverfolgung: Silber - Kim Cheol-min 5000 m: 24. Platz Teamverfolgung: Silber - Kim Jun-ho 500 m: 21. Platz - Kim Tae-yun 1000 m: 30. Platz - Lee Kang-seok 500 m: 22. Platz - Lee Kyu-hyeok 500 m: 18. Platz 1000 m: 21. Platz - Lee Seung-hoon 5000 m: 12. Platz 10.000 m: 4. Platz Teamverfolgung: Silber - Mo Tae-bum 500 m: 4. Platz 1000 m: 12. Platz |

### Freestyle-Skiing
Frauen
| Moguls - Seo Jee-won - Seo Jung-hwa | Halfpipe - Park Hee-jin |

Männer
| Moguls - Choi Jae-woo | Halfpipe - Kim Kwang-jin |

### Rodeln
| Frauen - Sung Eun-ryung | Männer - Kim Dong-hyeon | Doppelsitzer - Cho Jung-myong & - Park Jin-yong |

### Shorttrack
| Frauen - Kim A-lang 500 m 1000 m 1500 m 3000 m Staffel: Gold - Park Seung-hi 500 m: Bronze 1000 m: Gold 1500 m 3000 m Staffel: Gold - Shim Suk-hee 500 m 1000 m: Bronze 1500 m: Silber 3000 m Staffel: Gold - Cho Ha-ri 3000 m Staffel: Gold - Kong Sang-jeong | Männer - Sin Da-woon 500 m 1000 m 1500 m 5000 m Staffel - Lee Han-bin 500 m 1000 m 1500 m 5000 m Staffel - Park Se-yeong 1500 m 5000 m Staffel - Lee Ho-suk 5000 m Staffel - Kim Yun-jae 5000 m Staffel |

### Skeleton
| Männer - Lee Han-sin - Yun Sung-bin |

### Ski Alpin
| Frauen - Gim So-hui - Kang Young-seo | Männer - Jung Dong-hyun - Kyung Sung-hyun - Park Je-yun |

### Skilanglauf
| Frauen - Lee Chae-won Skiathlon: 54. Platz | Männer - Hwang Jun-ho |

### Skispringen
| Männer - Choi Heung-chul - Choi Seou - Kang Chil-gu - Kim Hyun-ki |

### Snowboard
Männer
| Parallel-Riesenslalom & Slalom - Kim Sang-kyum - Shin Bong-shik Halfpipe - Kim Ho-jun - Lee Kwang-ki |